# Павел Черний
Павел Черний (чеськ. Pavel Černý (1962), нар. 11 жовтня 1962, Нове-Мсто-над-Метуй) — чехословацький футболіст, що грав на позиції нападника.
Виступав, зокрема, за клуб «Градець-Кралове», а також національну збірну Чехословаччини.

## Клубна кар'єра
У дорослому футболі дебютував 1979 року виступами за команду «Спортак» (Градець-Кралове), після чого грав у нижчих дивізіонах Чехословаччини за «Табор», «Їндржихув-Градець» та «Годонін», але 1983 року повернувся в «Градець-Кралове», з яким за підсумками сезону 1986/87 кваліфікувався до Першої ліги і наступного сезону дебютував у вищому чехословацькому дивізіоні.
На початку 1990 року перейшов у «Спарту» (Прага), з якою виграв чемпіонат Чехословаччини у 1990 та 1991 роках, а у 1992 році виграв національний Кубок. Того ж року відправився у японський «Санфречче Хіросіма», з яким 1994 року став віце-чемпіоном Японії, виступаючи у тому сезоні зі своїм співвітчизником Іваном Гашеком.
На початку 1995 року повернувся до Чехії, ставши гравцем клубу «Градець-Кралове». Цього разу відіграв за команду з Градець-Кралове наступні сім з половиною сезонів своєї ігрової кар'єри. Більшість часу, проведеного у складі «Градець-Кралове», був основним гравцем атакувальної ланки команди і у сезоні 1994/95 виграв свій останній трофей — Кубок Чехії.
Завершував свою ігрову кар'єру Черний у клубі п'ятого чеського дивізіону «Атлантик» (Лазне-Богданеч), за який виступав протягом 2002—2004 років.

## Виступи за збірну
15 вересня 1989 року дебютував в офіційних іграх у складі національної збірної Чехословаччини в товариському матчі проти Румунії (2:0). Протягом кар'єри у національній команді, яка тривала усього 3 роки, провів у формі головної команди країни лише 4 матчі, провівши на полі загалом лише 72 хвилини.

## Титули та досягнення
- Чемпіон Чехословаччини: 1989/90, 1990/91
- Володар Кубка Чехословаччини: 1991/92
- Володар Кубка Чехії: 1994/95

## Особисте життя
Його батько Їржі також був футболістом «Градець-Кралове», а син Павел є діючим футболістом і 2002 року вони недовго разом грали за той самий «Градець-Кралове».